# توماس غارنير
توماس باري غارنير (بالإنجليزية: Thomas Parry Garnier)‏ (22 فبراير 1841 في المملكة المتحدة - 18 مارس 1898 في سويسرا) هو كاهن أنجليكاني ولاعب كريكت بريطاني (وحمل سابقاً جنسية المملكة المتحدة لبريطانيا العظمى وأيرلندا). لعب مع نادي مقاطعة هامبشاير للكريكت ‏ ونادي الكريكت في جامعة أكسفورد ‏.

## وصلات خارجية
- توماس غارنير على موقع إي آس بي آن كريك إنفو (الإنجليزية)